# Johanna Halkoaho
Johanna Halkoaho (née le 13 janvier 1977) est une athlète finlandaise spécialiste du 100 mètres haies ainsi que du saut en longueur. 

## Carrière

### Palmarès
| Date | Compétition                   | Lieu   | Résultat | Épreuve          | Performance |
| ---- | ----------------------------- | ------ | -------- | ---------------- | ----------- |
| 1996 | Championnats du monde junior  | Sydney | 3e       | Saut en longueur | 6,38 m      |
| 1996 | Championnats du monde junior  | Sydney | 2e       | Heptathlon       | 5656 pts    |
| 1997 | Championnats d'Europe espoirs | Turku  | 3e       | 100 mètres haies | 13 s 35     |

### Records
| Épreuve          | Performance | Lieu     | Date             |
| ---------------- | ----------- | -------- | ---------------- |
| 100 mètres haies | 13 s 15     | Turku    | 1er juillet 2007 |
| Saut en longueur | 6,79 m      | Budapest | 21 août 1998     |
| Heptathlon       | 5656 pts    | Sydney   | 24 août 1996     |

| Épreuve          | Performance | Lieu     | Date            |
| ---------------- | ----------- | -------- | --------------- |
| 60 mètres haies  | 8 s 23      | Tampere  | 26 février 2006 |
| Saut en longueur | 6,47 m      | Kuortane | 2 février 2003  |